# Lo Comellar (Herba-savina)
Lo Comellar és un paratge del terme municipal de Conca de Dalt, al Pallars Jussà. És dins de l'antic terme d'Hortoneda de la Conca, en terres del poble d'Herba-savina.
Està situat a llevant d'Herba-savina, a l'esquerra de la llau del Joquer, al nord del Serrat del Joquer i del Serrat del Pou i al sud-oest del de Resteria.